# Častkov
Častkov (in ungherese Császkó) è un comune della Slovacchia facente parte del distretto di Senica, nella regione di Trnava.